# Дівчата Джеймса Бонда

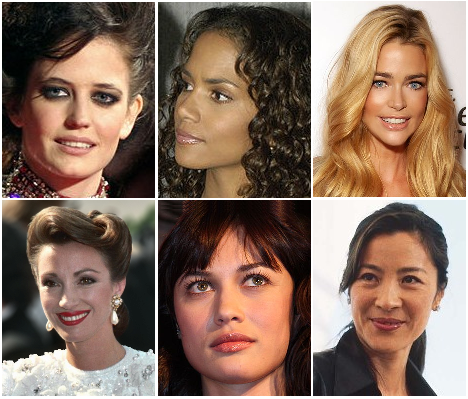
Виконавиці ролі (Ева Ґрін, Голлі Беррі..)

Дівчина Бонда (англ. Bond Girls) — персонажка бондіани, партнерка та напарниця протагоніста. Акторки, які втілили цей троп, ставали всесвітньо відомими.

## Фільми EON Productions («офіційна Бондіана»)

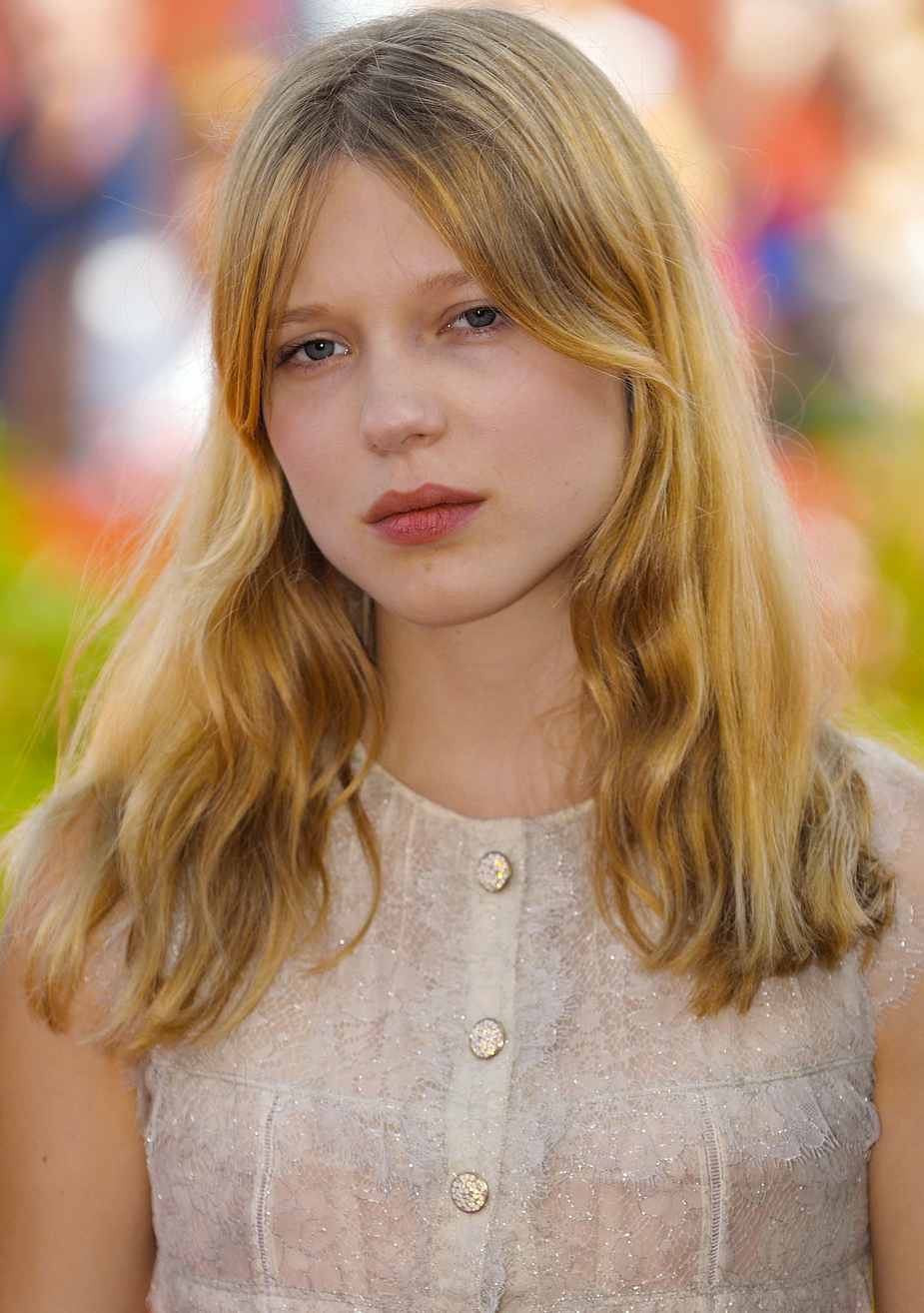
Леа Сейду (Мадлен Суонн у «007: Спектр»)

| Виконавець ролі Бонда | Фільм (рік)                              | Дівчина Бонда      | Акторка           |
| --------------------- | ---------------------------------------- | ------------------ | ----------------- |
| Шон Коннері           | Доктор Ноу (1962)                        | Ханні Райдер       | Урсула Андресс    |
| Шон Коннері           | Доктор Ноу (1962)                        | Місс Таро          | Зена Маршалл      |
| Шон Коннері           | Доктор Ноу (1962)                        | Силвія Тренч       | Юніс Гейсон       |
| Шон Коннері           | З Росії з любов'ю (1963)                 | Татяна Романова    | Даніела Б'янкі    |
| Шон Коннері           | З Росії з любов'ю (1963)                 | Силвія Тренч       | Юніс Гейсон       |
| Шон Коннері           | Голдфінгер (1964)                        | Пуссі Галор        | Онор Блекман      |
| Шон Коннері           | Голдфінгер (1964)                        | Джил Мастерсон     | Ширлі Ітон        |
| Шон Коннері           | Кульова блискавка (1965)                 | Доміно Дерваль     | Клодін Оже        |
| Шон Коннері           | Кульова блискавка (1965)                 | Фіона Вольпе       | Лучана Палуцці    |
| Шон Коннері           | Кульова блискавка (1965)                 | Патріція Фірінг    | Моллі Пітерс      |
| Шон Коннері           | Живеш тільки двічі (1967)                | Кіссі Зудзукі      | Міє Гама          |
| Шон Коннері           | Живеш тільки двічі (1967)                | Акі                | Акіко Вакабаясі   |
| Джордж Лезенбі        | На секретній службі Її Величності (1969) | Трейсі де Вінченцо | Діана Рігг        |
| Джордж Лезенбі        | На секретній службі Її Величності (1969) | Рубі               | Анжела Скаулар    |
| Джордж Лезенбі        | На секретній службі Її Величності (1969) | Ненсі              | Кетрін Шелл       |
| Джордж Лезенбі        | На секретній службі Її Величності (1969) | Гелен              | Юліе Еге          |
| Шон Коннері           | Діаманти залишаються назавжди (1971)     | Тіфані Кейз        | Джилл Сент-Джон   |
| Роджер Мур            | Живи та дай померти (1973)               | Солітер            | Джейн Сеймур      |
| Роджер Мур            | Живи та дай померти (1973)               | Розі Карвер        | Глорія Гендрі     |
| Роджер Мур            | Живи та дай померти (1973)               | Міс Карузо         | Мадлен Сміт       |
| Роджер Мур            | Чоловік із золотим пістолетом (1975)     | Мері Гуднайт       | Бріт Екланд       |
| Роджер Мур            | Чоловік із золотим пістолетом (1975)     | Андреа Андерс      | Мод Адамс         |
| Роджер Мур            | Шпигун, який мене кохав (1977)           | Аня Амасова        | Барбара Бах       |
| Роджер Мур            | Місячний гонщик (1979)                   | Голі Гудгед        | Лоїс Чайлз        |
| Роджер Мур            | Місячний гонщик (1979)                   | Корінн Дюфор       | Корінн Клері      |
| Роджер Мур            | Тільки для ваших очей (1981)             | Меліна Гевлок      | Кароль Буке       |
| Роджер Мур            | Восьминіжка (1983)                       | Восьминіжка        | Мод Адамс         |
| Роджер Мур            | Восьминіжка (1983)                       | Магда              | Крістіна Вейборн  |
| Роджер Мур            | Вид на вбивство (1985)                   | Стейсі Саттон      | Таня Робертс      |
| Роджер Мур            | Вид на вбивство (1985)                   | Поля Іванова       | Фіона Вуллертон   |
| Роджер Мур            | Вид на вбивство (1985)                   | Мейдей             | Грейс Джонс       |
| Тімоті Далтон         | Іскри з очей (1987)                      | Кара Мілові        | Меріам д'Або      |
| Тімоті Далтон         | Ліцензія на вбивство (1989)              | Пем Бовіер         | Кері Ловелл       |
| Тімоті Далтон         | Ліцензія на вбивство (1989)              | Люпе Ламора        | Таліса Сото       |
| Пірс Броснан          | Золоте око (1995)                        | Наталія Семенова   | Ізабелла Скорупко |
| Пірс Броснан          | Золоте око (1995)                        | Ксенія Онатопп     | Фамке Янссен      |
| Пірс Броснан          | Завтра не помре ніколи (1997)            | Вай Лін            | Мішель Єо         |
| Пірс Броснан          | Завтра не помре ніколи (1997)            | Періс Карвер       | Тері Гетчер       |
| Пірс Броснан          | І цілого світу замало (1999)             | Крістмас Джонс     | Деніз Річардс     |
| Пірс Броснан          | І цілого світу замало (1999)             | Електра Кінг       | Софі Марсо        |
| Пірс Броснан          | Помри, але не зараз (2002)               | Джинкс             | Геллі Беррі       |
| Пірс Броснан          | Помри, але не зараз (2002)               | Міранда Фрост      | Розамунд Пайк     |
| Деніел Крейг          | Казино Рояль (2006)                      | Веспер Лінд        | Ева Ґрін          |
| Деніел Крейг          | Казино Рояль (2006)                      | Соланж             | Катеріна Муріно   |
| Деніел Крейг          | Квант милосердя (2008)                   | Камілла Вонт       | Ольга Куриленко   |
| Деніел Крейг          | Квант милосердя (2008)                   | Стробері Філдс     | Джемма Артертон   |
| Деніел Крейг          | 007: Координати «Скайфолл» (2012)        | Северин            | Береніс Марло     |
| Деніел Крейг          | 007: Координати «Скайфолл» (2012)        | Маніпенні          | Наомі Гарріс      |
| Деніел Крейг          | 007: Координати «Скайфолл» (2012)        | не вказано         | Тонія Сотірополо  |
| Деніел Крейг          | 007: Спектр (2015)                       | Мадлен Суонн       | Леа Сейду         |
| Деніел Крейг          | 007: Спектр (2015)                       | Лючія Скіарра      | Моніка Беллуччі   |
| Деніел Крейг          | 007: Спектр (2015)                       | Естрелла           | Стефані Сігман    |

## У культурі
28-річна фанатка Бондіани Емма-Луїза Ходжес змінила ім'я на честь 14-ти героїнь серії фільмів: на Міс Пуссі Галор Хані Райдер Солітер Пленті О'Тул Мейдей Ксенія Онатопп Холлі Гудхед Тіффані Кейс Кісі Судзукі Мері Гуднайт Джинкс Джонсон Восьминіжка Доміно Маніпенні.